# جون كيرشاو (سياسي)
جون كيرشاو (بالإنجليزية: John Kershaw)‏ هو محامي وقاضي وسياسي أمريكي، ولد في 12 سبتمبر 1765 في الولايات المتحدة، وتوفي في 4 أغسطس 1829 في نفس البلد. حزبياً، نشط في الحزب الجمهوري الديمقراطي. وقد انتخب عضو مجلس النواب الأمريكي.